# Escudo de Vivero

Escudo del ayuntamiento de Vivero.

En el escudo de la Muy Noble y Muy Leal Ciudad de Vivero trae por armas, en el campo de gules, un puente de plata de cinco arcos, mazonado de sable, sostenido de fajado-ondeado de plata y azul, y sumado de león de oro coronado de lo mismo, y acompañado de cinco custodias de oro, con la sagrada forma de plata, puestas tres en jefe y una en cada flanco. Al timbre, corona real cerrada.
La más antigua representación de estas armas (pero sin corona) está esculpido en el Castillo del Puente o Puerta de Carlos V, monumento de arte plateresco cuya construcción se terminó en el año 1554. En este edificio, las armas del emperador Carlos V están acompañadas a la derecha por la de Galicia, y a su izquierda por las de Viveiro.